# Geolycosa diversa
Geolycosa diversa är en spindelart som beskrevs av Roewer 1960. Geolycosa diversa ingår i släktet Geolycosa och familjen vargspindlar.
Artens utbredningsområde är Rwanda. Inga underarter finns listade i Catalogue of Life.